# Glypta media
Glypta media là một loài tò vò trong họ Ichneumonidae.